# El'sk
El'sk (in bielorusso e in russo Ельск?) è un comune della Bielorussia, situato nella regione di Homel'.